# Atlas Group
Atlas Group è una casa editrice francese che opera sul mercato della vendita di prodotti editoriali nelle edicole, a domicilio e per corrispondenza, controllata dal gruppo De Agostini.

## Le 3 sedi
- In Francia (per la Francia e il Regno Unito)

Editions Atlas e sue controllate Roubaix e Evreux, con sede a Parigi, specialisti nel marketing diretto e nella vendita a domicilio.
- In Svizzera (per l'Europa centrale e dell'est)

Editions Atlas e Provea, società con sede a Losanna, specialisti nel marketing diretto, in 14 paesi europei.
- In Italia (per l'Italia)

De Agostini Direct Marketing, con sede a Novara, specialista nel marketing diretto.

## Attività

### Fascicoli collezionabili
Editions Atlas produce fascicoli collezionabili distribuiti nelle edicole, in abbonamento e attraverso la vendita diretta a domicilio per ogni tipo di pubblico (bambini, famiglie, anziani...).
Editions Atlas offre questi prodotti in 19 paesi: Austria, Belgio, Canada, Danimarca, Finlandia, Francia, Ungheria, Italia, Giappone, Lussemburgo, Norvegia, Paesi Bassi, Polonia, Regno Unito, Russia, Svezia, Svizzera e Repubblica ceca.

### Vendita per corrispondenza
Atlas for men, attivo dal 1999 in Francia, è un catalogo di vendita per corrispondenza per abiti e accessori, dedicata alla attività all'aperto da uomo.
Provea, fondata nel 2002, opera nella vendita per corrispondenza di lingerie per uomo e per donna in 17 diversi paesi.